# Frans Schram
Franciscus Henricus Maria (Frans) Schram (Chaam, 10 november 1909 – Westerhoven, 22 april 1988) was een Nederlands burgemeester.
Hij werd geboren als zoon van Adrianus Schram (1872-1961), destijds burgemeester van Chaam, en Petronella Cornelia Jacoba van Hal (1872-1944). In 1932 ging hij werken bij de gemeentesecretarie van Chaam waar zijn vader toen nog burgemeester was. In 1937 werd hij daar waarnemend gemeentesecretaris terwijl zijn oudste broer A.J.M. Schram intussen burgemeester van Chaam was geworden. Frans Schram werd in augustus 1941 benoemd tot waarnemend burgemeester van Linden. Vanaf januari 1942 was hij daarnaast waarnemend burgemeester van de gemeenten Gassel en Escharen. In juli 1942 werd de gemeente Escharen opgeheven en een maand later gebeurde hetzelfde met de gemeenten Gassel en Linden. Daarop werd Schram waarnemend burgemeester van Oeffelt en vanaf november 1942 was hij de burgemeester van Reusel. Kort na de bevrijding werd daar C.A.A. van Beek als waarnemend burgemeester benoemd. In 1948 zou Schram met terugwerkende kracht per 3 oktober 1944 ontslagen worden. Van januari 1948 tot zijn pensionering van december 1974 was hij burgemeester van Riethoven en Westerhoven. Schram overleed in 1988 op 78-jarige leeftijd.